# Anne Chebu
Anne Chebu (* 1987 in Nürnberg) ist eine deutsche Journalistin, Fernsehmoderatorin und Buchautorin.

## Biografie
Chebu besuchte in Nürnberg die Wilhelm-Löhe-Schule und studierte nach ihrem Abitur an der Hochschule in Ansbach den Studiengang Multimedia und Kommunikation. Danach ging sie nach Hamburg und absolvierte beim NDR ein Volontariat. Während ihres Studiums und danach sammelte sie bei verschiedenen Medien, unter anderem in der Redaktion von on3-südwild journalistische Erfahrungen. Bis 2016 arbeitete sie als TV-Journalistin und Moderatorin in Hamburg (NDR) und Baden-Baden (SWR). Am 7. Februar 2016 gab sie ihr Debüt als TV-Moderatorin der Frankenschau des Bayerischen Rundfunks.
Im Jahr 2014 erschien im Unrast Verlag ihr Buch Anleitung zum Schwarz sein, in dem sie praktische Lebenshilfe mit einem afrodeutschen Geschichtskurs kombiniert. Vom Blackfacing im Fasching bis zu Witzen führt sie durch den Alltagsrassismus und wie man damit umgehen kann. Ihre Zielgruppe seien nicht nur andere schwarze Deutsche, sondern auch deren nicht-schwarze Eltern, Freunde, Lehrer. 2015 wurde das Buch als E-Book auf den Markt gebracht.
Seit Juli 2016 ist Anne Chebu Patin der Wilhelm-Löhe-Schule Nürnberg im Rahmen der Aktion Schule ohne Rassismus – Schule mit Courage.
Für 2021 kündigte der Unrast Verlag ihr zweites Buch Anleitung zum Schwarz bleiben an, das aber 2021 nicht erschien.

## Publikationen
- Anleitung zum Schwarz sein. Unrast Verlag, Münster 2014, ISBN 978-3-89771-527-1; ISBN 978-3-95405-018-5 als E-Book (2015).